# 南广镇
南广镇是中华人民共和国四川省宜宾市叙州区下辖的一个镇。
2018年6月19日，国务院批复同意四川省调整宜宾市部分行政区划，将原翠屏区的南广镇划归叙州区管辖。

## 行政区划
南广镇下辖以下村级行政区划单位：
沿江社区、陈塘关社区、五一村、曾岩村、黄河村、富强村、分水村、和平村、文星村、甜竹村、杉木村、塘坡村、顺和村、盐坪村、大石村、平和村、金坪村、互相村、七星村和丝丽雅居民区。